# Collège international de philosophie
Il Collegio internazionale di filosofia (in francese Collège international de philosophie) è un'associazione riconosciuta come organismo di ricerca dal ministero della ricerca francese. È stato fondato nel 1983, su iniziativa di François Châtelet, Jacques Derrida, Jean-Pierre Faye, Dominique Lecourt e, sul versante politico, da François Mitterrand e Jean-Pierre Chevènement. Si trova a Parigi, in Rue Descartes 1, nel quinto circondario, da cui ha preso il nome la rivista pubblicata dal collegio, che s'intitola Rue Descartes.
I presidenti sono stati: Jacques Derrida, Jean-François Lyotard, Miguel Abensour, Liliane Escoubas, Philippe Lacoue-Labarthe, Michel Deguy, Paul Henry, François Jullien, Jean-Claude Milner, François Noudelmann, Bruno Clément e Mathieu Potte-Bonville. L'attuale presidente dell'assemblea collegiale è Diogo Sardinha.

## Alcuni professori che hanno insegnato al collegio
Nota: il titolo esatto, voluto da Jacques Derrida al fine di marcare la differenza con l'Università, è "Directeur de programme". I direttori sono eletti, tramite una competizione aperta, su presentazione di un programma specifico che costituirà il corso della "cattedra".
- Éric Alliez
- Giorgio Agamben
- Alain Badiou
- Sidi Mohamed Barkat
- Patrick Berthier
- Barbara Cassin
- François Châtelet
- Joseph Cohen
- Dany-Robert Dufour
- Jacques Derrida
- Georges Didi-Huberman
- Maurizio Ferraris
- Lucette Finas
- José Gil

- Evelyne Grossman
- François Jullien
- Philippe-Joseph Salazar
- François Laruelle
- Jean-Clet Martin
- Jean-Claude Milner
- Antonio Negri
- Pierre Péju
- Andrea Pinotti
- Françoise Proust
- Paolo Quintili
- Jacques Rancière
- Pierre-André Taguieff
- François Zourabichvili